# باغ گل موکوجیما
باغ گل موکوجیما یکی از پارک‌های توکیو پایتخت ژاپن است. این باغ در منطقهٔ سومیدا، هیگاشی موکوجیما سان چومه (東向島三丁目) واقع شده‌است.

## رسیدن به پارک
- خط توبو ایسه ساکی، سرآغاز این خط در آساکوسا قرار دارد و ایستگاه آن با ایستگاه متروی آساکوسا در یک مکان قرار گرفته است. ایستگاه هیگاشی موکوجیما (東向島駅 Higashi-Mukōjima Station). خیابان میجی از ایستگاه تا پارک ۸ دقیقه پیاده راه است.[۱]

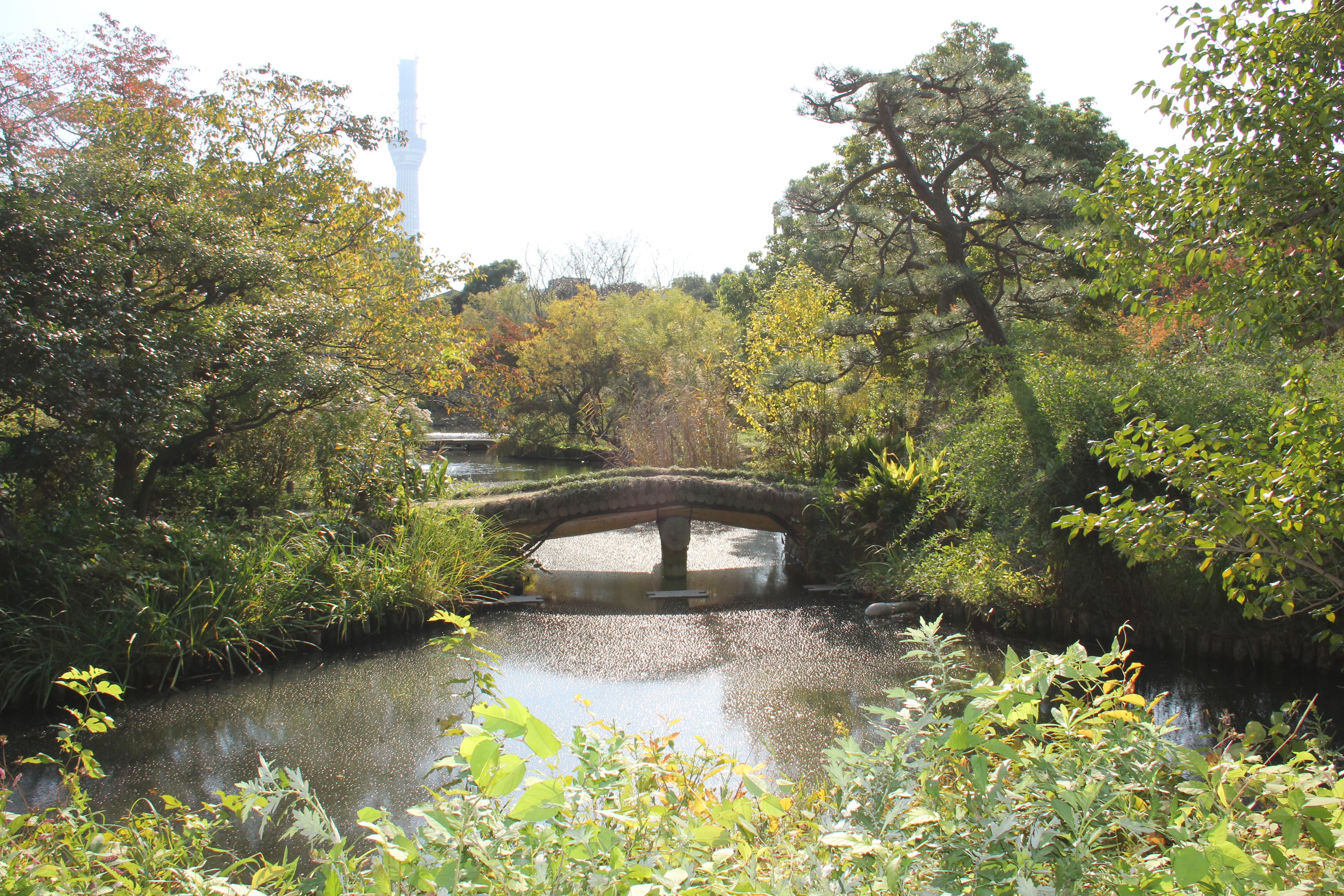
باغ گل موکوجیما، برج توکیو اسکای تری از این پارک دیده می‌شود.
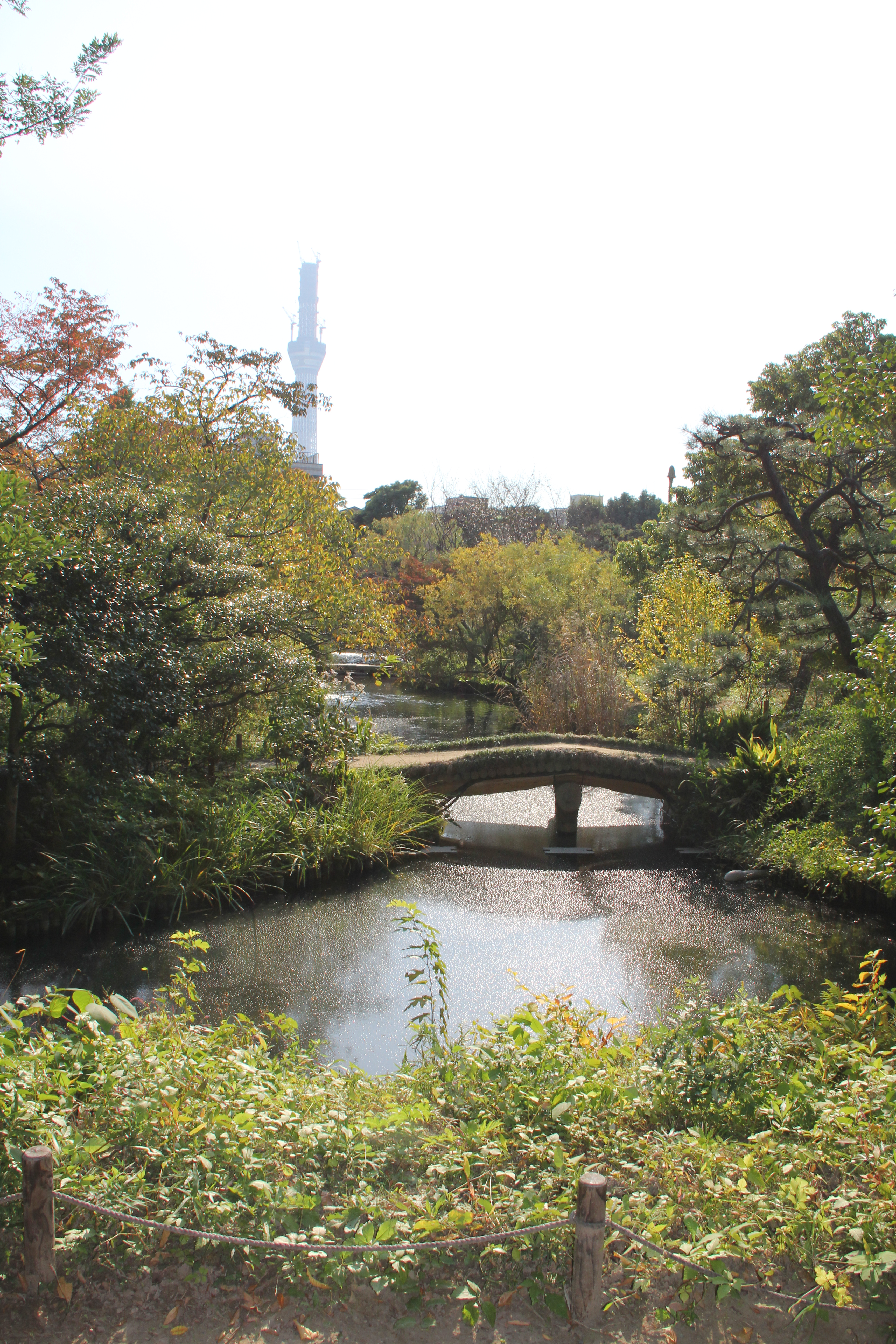
باغ گل موکوجیما در پاییز